# Diego León Fioravanti
Diego León Fioravanti (Palma de Mallorca, 1976) es un compositor y maestro de capilla español.

## Vida
Diego León Fioravanti nació en Palma de Mallorca en 1976. Realizó sus estudios primarios y secundarios allí, en el colegio Luis Vives. En 1994 ingresó en el Seminario Mayor de la Diócesis de Mallorca y estudió en el Conservatorio Superior de Música de las Islas Baleares, donde se tituló en Composición y como profesor de violín. También se licenció en Teología sistemática en la facultad de Teología de Cataluña.
En 2002 se ordenó sacerdote en la parroquia de San Bartolomé de Sóller, en una ceremonia presidida por el obispo de Mallorca, Teodor Úbeda, a la que acudieron cincuenta sacerdotes y más de 800 personas. En la misa se interpretaron algunas obras compuestas por Fioravanti y su hermano.
En 2009 se trasladó a Roma para ampliar sus estudios de música, residiendo en el Pontificio Colegio Español de San José, del que fue director de la Schola Cantorum entre 2010 y 2014. Se licenció en el Pontificio Instituto de Música Sacra, además del Pontificio Ateneo de San Anselmo, donde se licenció en Historia de la Teología. El 14 de febrero de 2017 defendió su tesis doctoral en el Pontificio Ateneo de San Anselmo, Signum Audibile Gratie invisibilis. Interacción dinámico-estético-sacramental entre la P(p)alabra y el lenguaje musical, por la que obtuvo el premio Sant'Anselmo en 2018.
En 2015 fue nombrado maestro de capilla de la Catedral de Palma de Mallorca. Con el tiempo también obtuvo otros cargos, como presidente de la Comisión de Órganos históricos y desde el 2015 profesor del Institut Superior de Ciències Religioses de Mallorca (ISUCIR). Desde 2016 fue profesor del Centre d'Estudis Teològics de Mallorca (CETEM) y del Conservatorio Superior de Música de las Islas Baleares. En 2020, por razones personales y de salud, el obispo de Mallorca, Sebastià Taltavull, le retiró todos los cargos docentes y pastorales, incluyendo el magisterio de la Catedral.
Durante el curso 2020/2021 ejerció la docencia en el curso de alta especialización en música litúrgica del Pontificio Ateneo de San Anselmo.

## Obra
Diego León Fioravanti es compositor de obras corales, como cantatas, misas y motetes, música de cámara, y obras para órgano y orquesta.
- Fioravanti, Diego León; Galiana Veiret, Pere; Fullana i Puigserver, Pere (29 de junio de 2018). Església i religió al Coll d'en Rabassa (1884-2018) (en catalán). Lleonard Muntaner Editor. ISBN 9788417153434.
- Fioravanti, Diego León (2018). Signum audibile gratiae invisibilis: Interacción dinámico-estético sacramental entre la P(p)alabra y el lenguaje musical. Studia Anselmiana 175. Eos Verlag U. Druck. ISBN 978-3-8306-7916-5. Consultado el 10 de marzo de 2024.